# Fermín de Sarasa y Arce
Fermín de Sarasa y Arce es un poeta español de la segunda mitad del siglo XVII. Fue un gentilhombre asignado a la casa de Medinaceli. Tuvo a lo largo de su vida una cierta rivalidad con otro poeta contemporáneo: José Pérez de Montoro. Sarasa es un poeta menor que posee diversas obras como un soneto en celebración de la boda de Catalina, hija del duque de Medinaceli, con su tío, Pedro de Aragón. Escribiría otros poemas conmemorativos de festejos cortesanos como eran fiestas de toros, romerías, autos de fe, siendo además autor de coplas. Fermín viajó a Italia regresando a España en 1660, donde llegó a vivir en diversas ciudades de Andalucía, un ejemplo es Andújar (1664).  En la actualidad se tienen manuscritos de sus escritos en la Hispanic Society of America. 